# Lasionycta macleani
Lasionycta macleani es una especie de mariposa nocturna de la familia Noctuidae. Se encuentra únicamente en la ladera oriental del monte McLean, en Columbia Británica.
Probablemente habita en praderas subalpinas o sobre la tundra alpina.
La envergadura es de unos 13 mm.
- Datos: Q6493432
- Multimedia: Lasionycta macleani / Q6493432
- Especies: Lasionycta macleani